# Wolfgang Tischler

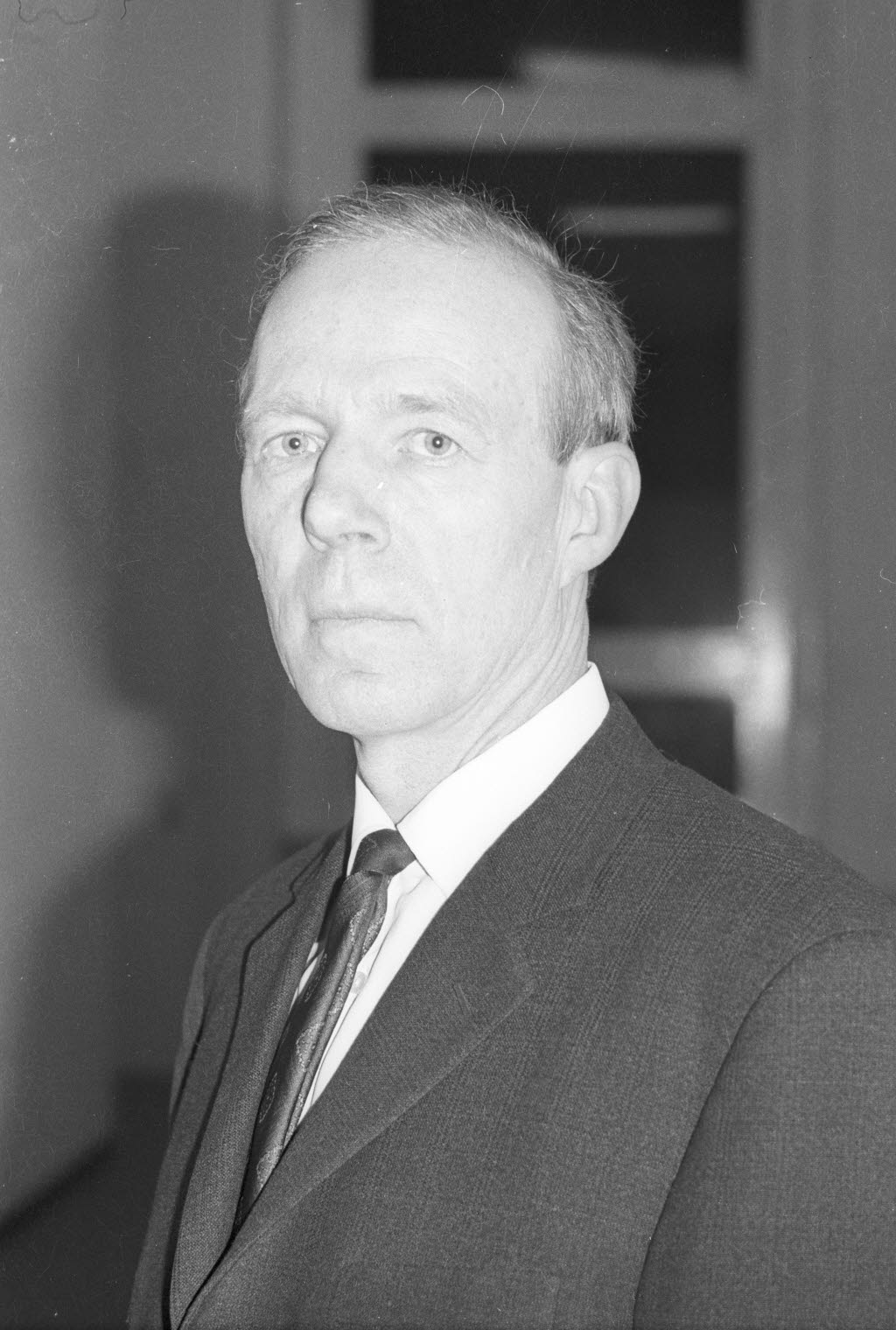
Wolfgang Tischler (1968)

Wolfgang Tischler (* 2. August 1912 in Heidelberg; † 20. Februar 2007 in Kiel) war ein deutscher Zoologe und Tierökologe.

## Leben
Tischler, Sohn des Botanikers Georg Tischler, studierte ab 1931 Naturwissenschaften und besonders Biologie an der Universität Kiel und an der Cornell University und schloss mit dem Lehramtsexamen 1937 ab. Er wurde 1936 in Kiel promoviert (Ein Beitrag zum Formensehen der Insekten) und habilitierte sich 1941 in Kiel (Zur Ökologie der wichtigsten in Deutschland an Getreide schädlichen Pentatomiden). In den 1930er Jahren war er Mitglied der NSDAP (1937) und der SA (1933).
An der Universität Kiel war er Assistent am Zoologischen Institut, ab 1947 außerplanmäßiger Professor, ab 1950 Diätendozent, ab 1957 wissenschaftlicher Rat und ab 1963 außerordentlicher und ab 1966 ordentlicher Professor für Ökologie.

## Schriften (Auswahl)
- Grundzüge der terrestrischen Tierökologie. Vieweg, Braunschweig 1949.
- Synökologie der Landtiere. Fischer, Stuttgart 1955 (Digitalisat).
- Agrarökologie. Fischer, Jena 1965 (Digitalisat), (In polnischer Sprache: Agroekologia. Państwowe Wydawnictwo Rolnice i Leśne, Warszawa 1971; in russischer Sprache und kyrillischer Schrift: Сельскохозяйственная экология. Колос, Москва 1971).
- als Hrsg.: Paul Brohmer, Fauna von Deutschland. Ein Bestimmungsbuch unserer heimischen Tierwelt. 11. Auflage. Heidelberg 1971.
- Einführung in die Ökologie. G. Fischer, Stuttgart 1979
- Biologie der Kulturlandschaft: Eine Einführung. G. Fischer, Stuttgart 1980
- Ökologie der Lebensräume: Meer, Binnengewässer, Naturlandschaften, Kulturlandschaft. G. Fischer, Stuttgart 1990